# Naturschutzgebiet Gevelsberger Stadtwald
Koordinaten: 51° 19′ 26″ N, 7° 22′ 7″ O

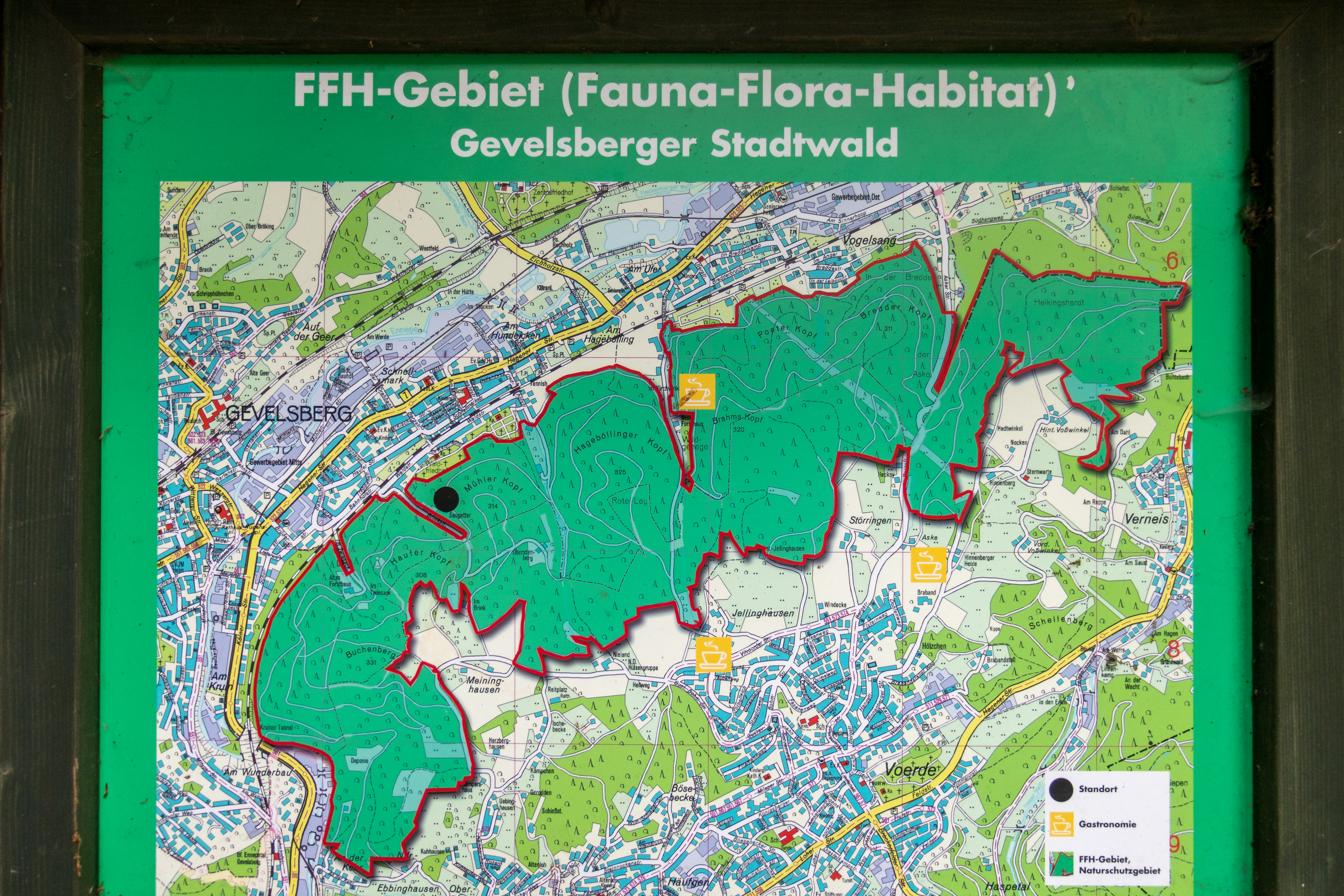
Karte Gevelsberger Stadtwald

Das Naturschutzgebiet Gevelsberger Stadtwald mit einer Flächengröße von 501,33 ha befindet sich auf dem Gebiet der Städte Gevelsberg und Ennepetal in Nordrhein-Westfalen. Das Naturschutzgebiet (NSG) wurde 1999 mit dem Landschaftsplan Raum Ennepetal / Gevelsberg / Schwelm des Ennepe-Ruhr-Kreises vom Kreistag des Ennepe-Ruhr-Kreises  ausgewiesen. Es besteht aus zwei Teilflächen. Das NSG geht im Nordosten bis an die Stadtgrenze. In der Stadt Hagen grenzt direkt das Naturschutzgebiet Aske an. Beide NSG's gehören zum FFH-Gebiet Gevelsberger Stadtwald. Das Naturschutzgebiet Kluterthöhle und Bismarckhöhle liegt nahe dem Südwestende des NSG.

## Gebietsbeschreibung

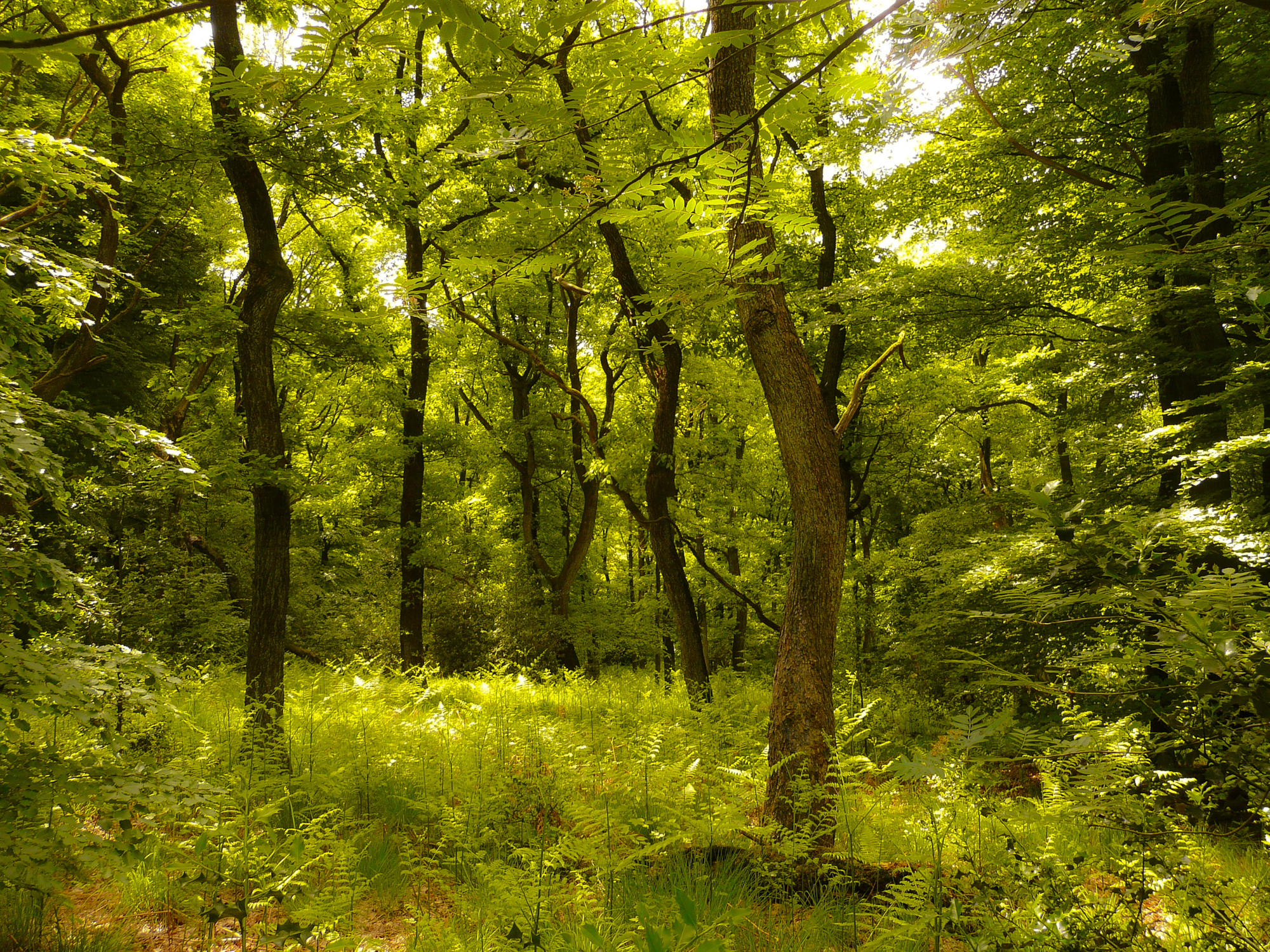
Naturschutzgebiet Gevelsberger Stadtwald

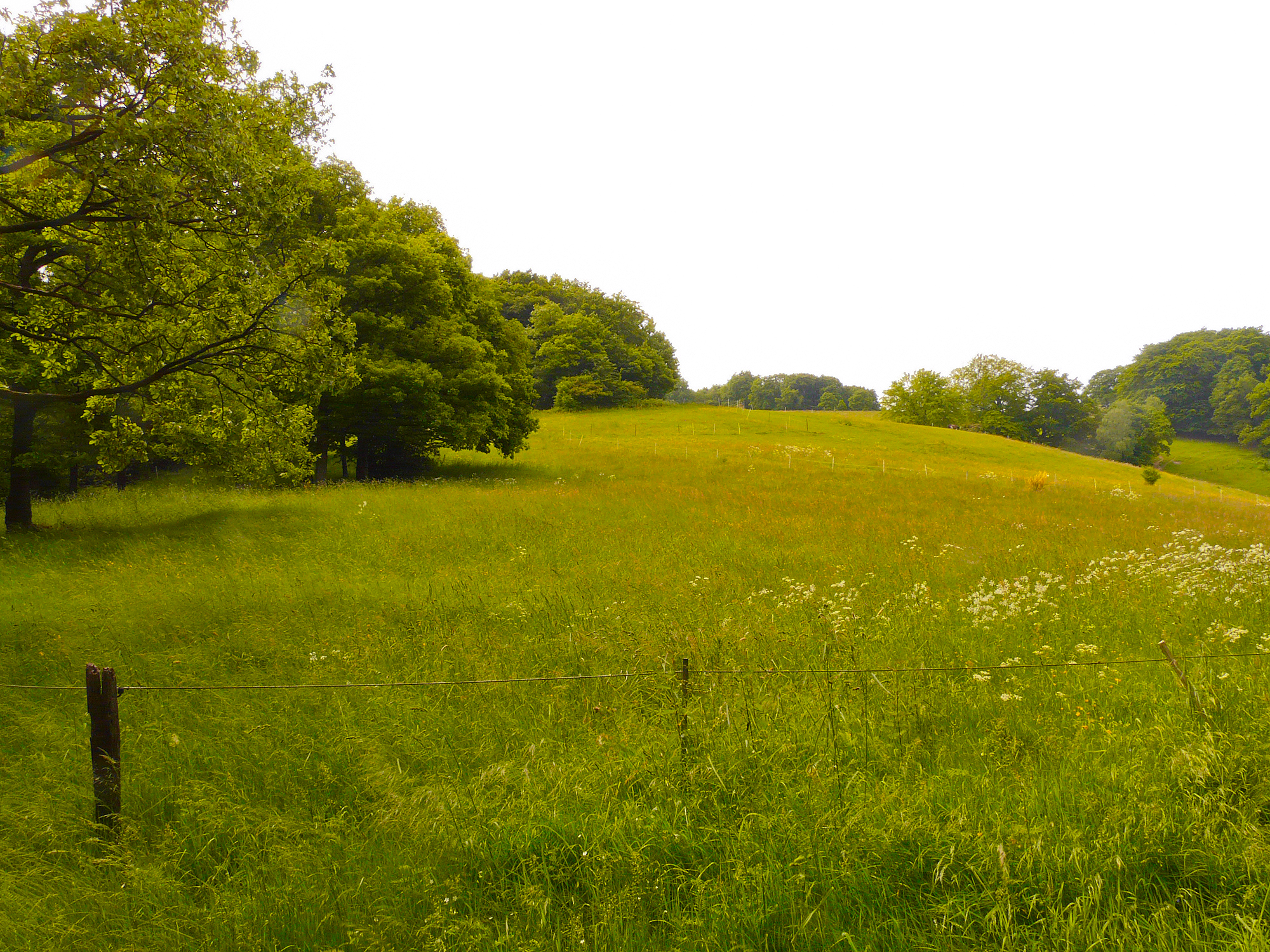
Wiesenbereich im NSG

Das NSG umfasst großflächige Hainsimsen-Buchenwälder mit Kerbtälern und naturnahen Bachläufen mit bachbegleitende Erlen-Eschenwälder stocken. Es gibt auch ehemalige Eichen-Birken-Niederwälder. Auch Waldbereiche mit Bergahorn, Weymouthkiefern, Fichten und Lärchen kommen vor. Zusätzlich zum Wald gibt es Bereiche mit Obstweiden und in breiteren Tälern Weiden und brachgefallene Feuchtweiden. Der höchste Berg ist der Buchenberg mit 330 m. Weitere Berge sind um die 300 m hoch.

## Schutzzweck
Das NSG wurde zur Erhaltung und Wiederherstellung von Lebensgemeinschaften oder Lebensstätten bestimmter wildlebender Pflanzen- und wildlebender Tierarten sowie zur Erhaltung und Entwicklung überregional bedeutsamer Biotope seltener und gefährdeter sowie landschaftsraumtypischer wildlebender Pflanzen- und wildlebender Tierarten von europäischer Bedeutung als Naturschutzgebiet ausgewiesen.